# Gerardo García
Gerardo García León, dit Gerardo, né le 7 décembre 1974 à Séville, est un footballeur espagnol évoluant actuellement au SD Logroñés.

## Biographie
Il commence sa carrière au sein de la réserve du Real Madrid avant d'évoluer de 1995 à 1998 dans des clubs de seconde division espagnole tels que Badajoz, Lleida ou Leganés. 
Espoir du football espagnol, régulièrement appelé dans les sélections de jeunes en Espagne, il passe un palier en 1998 en signant pour Villarreal qui monte pour la première fois de son histoire en Liga. Il réussit une grosse saison à titre personnel, malheureusement Villarreal descend en seconde division. 
La saison suivante, il reste en D2 avec Villarreal durant la première partie de saison, avant de signer au mercato d'hiver chez le prestigieux voisin Valence CF. Cependant, son passage dans un gros club européen ne sera pas couronné de succès sur le plan personnel malgré sa participation en tant que titulaire à la finale de la Ligue des Champions 1999-2000, qui voit son club de Valence s'incliner 3-0 face au Real Madrid. Il est la saison suivante prêté à Osasuna avant d'être vendu définitivement par Valence un an plus tard à Málaga. 
A Málaga qui évolue en Liga, il devient un titulaire indiscutable et il y restera jusqu'en 2006 mais restera malgré ça bien loin de son étiquette d'ancien grand espoir. En 2006, il signe à la Real Sociedad ; dès sa première saison, bien que titulaire, son club descend en seconde division. En 2009, il quitte la Real, incapable de remonter en Liga et signe à Córdoba, autre club de D2 espagnole, pour insuffler son expérience, où il évolue encore aujourd'hui.

## Palmarès
- avec le Valence CF :
  - finaliste de la Ligue des champions en 2000

- avec le Málaga CF :
  - finaliste de la Coupe Intertoto 2002.